# أنتونيو دومينيك
أنتونيو دومينيك (25 يوليو 1994 بلوزان في سويسرا - ) هو لاعب كرة قدم سويسري في مركز حراسة المرمى. شارك مع منتخب أنغولا لكرة القدم. أما مع النوادي، فقد لعب مع لو مون لوزان ونادي لوزان.

## روابط خارجية
- أنتونيو دومينيك على موقع قاعدة بيانات كرة القدم.إي يو (الإنجليزية)
- أنتونيو دومينيك على موقع ناشيونال فوتبول تيمز (الإنجليزية)
- أنتونيو دومينيك على موقع Soccerway.com (الإنجليزية)
- أنتونيو دومينيك على موقع عالم كرة القدم.نت (الإنجليزية)